# 鍛冶丁焼
鍛冶丁焼（かじちょうやき）は岩手県花巻市で焼かれる陶器。文政年間に、古館伊織が市内の鍛冶町にて窯場を開いたのが始まりである。明治末期になって本家は廃窯し、分家も四代目の戦死によって途絶えた。1947年（昭和22年）に益子で修行した初代阿部勝元が、伝統的な手法を蘇らせて再興した。
特色は轆轤による製法、伝統的な登り窯を使った手作りの味にある。そして青緑や乳白色の釉薬は、一見奇抜に見えるが、素朴な落ち着きがある。主に茶碗や酒器、花瓶などの日用雑器を焼いている。